# Clássico Platense
O Clásico Platense é o principal clássico de futebol da cidade de La Plata, Argentina, entre as equipes do Club Estudiantes de La Plata e do Club de Gimnasia y Esgrima La Plata.

## História
Em 1905, um grupo de sócios do Club de Gimnasia y Esgrima La Plata, fundado em 1887, decidiu deixar o clube para criar um novo clube em La Plata, que permitisse e privilegiasse a prática de futebol. Assim, em 4 de agosto de 1905, foi fundado o Club Atlético Estudiantes, atualmente chamado de Club Estudiantes de La Plata.
O primeiro clássico foi disputado no dia 27 de agosto de 1916, ainda na era amadora do futebol argentino, pelo campeonato da Primeira Divisão promovido pela Asociación Argentina de Football. O Gimnasia y Esgrima entrou em campo com: Fernández; Bernasconi e Varela; Negri, Felices e Iglesias; Girotto, Bottaro, Guruciaga, Alvarez e Arrúa. O Estudiantes jogou com: Indart; Pastor e Lanús; Aranguren, Ferreiroa e Cilley; Calandra, Lazcano, Lamas, Letamendi e Hirschi. O árbitro da partida foi o senhor Hugo Gondra. O Gimnasia y Esgrima venceu a partida por 1 a 0, com gol contra de Ludovico Pastor.
Destaca-se nessa rivalidade a proximidade entre os estádios dos rivais, o Estádio Jorge Luis Hirchi do Estudiantes e o Estádio Juan Carmelo Zerillo do Gimnasia, são separados por cerca de 400 metros em linha reta.

## Confrontos

### Era Amadora
| Nº | Data       | Mandante                                                        | Placar                                                          | Visitante                                                       | Gols                                                            |
| -- | ---------- | --------------------------------------------------------------- | --------------------------------------------------------------- | --------------------------------------------------------------- | --------------------------------------------------------------- |
| 1  | 27/08/1916 | Estudiantes                                                     | 0-1                                                             | Gimnasia y Esgrima                                              | Pastor {contra} (G)                                             |
| 2  | 18/03/1917 | Estudiantes                                                     | 1-0                                                             | Gimnasia y Esgrima                                              | Lamas (E)                                                       |
| 3  | 01/07/1917 | Estudiantes                                                     | 3-0                                                             | Gimnasia y Esgrima                                              | Leonardi[2] e Girotto (E)                                       |
| 4  | 30/08/1917 | Estudiantes                                                     | 0-0                                                             | Gimnasia y Esgrima                                              | -                                                               |
| 5  | 18/06/1918 | Estudiantes                                                     | 0-0                                                             | Gimnasia y Esgrima                                              | -                                                               |
| 6  | 15/06/1924 | Estudiantes                                                     | 1-1                                                             | Gimnasia y Esgrima                                              | Iturrieta (E) / Iturrería (G)                                   |
| 7  | 24/11/1924 | Estudiantes                                                     | 2-2                                                             | Gimnasia y Esgrima                                              | Bellomo[2] (E) / Zoroza e Morgada (G)                           |
| 8  | 03/05/1925 | Estudiantes                                                     | 1-1                                                             | Gimnasia y Esgrima                                              | Ferreira (E) / Bacchi (G)                                       |
| 9  | 22/08/1926 | Gimnasia y Esgrima                                              | 1-3                                                             | Estudiantes                                                     | Zoroza (G) / Echeverría[3] (E)                                  |
| 10 | 18/12/1927 | Gimnasia y Esgrima                                              | 0-3                                                             | Estudiantes                                                     | Ferreira[2] e Scopelli (E)                                      |
| 11 | 29/07/1928 | Estudiantes                                                     | 3-0                                                             | Gimnasia y Esgrima                                              | Ferreira e Scopelli[2] (E)                                      |
| 12 | 20/12/1929 | Gimnasia y Esgrima conquistou os pontos da partida no tribunal. | Gimnasia y Esgrima conquistou os pontos da partida no tribunal. | Gimnasia y Esgrima conquistou os pontos da partida no tribunal. | Gimnasia y Esgrima conquistou os pontos da partida no tribunal. |
| 13 | 13/09/1930 | Estudiantes                                                     | 4-1                                                             | Gimnasia y Esgrima                                              | Scopelli, Ferreira, Guaita e Zozaya (E) / Varallo (G)           |

### Era Profissional
| Nº | Data       | Mandante           | Placar | Visitante          | Gols                                                          |
| -- | ---------- | ------------------ | ------ | ------------------ | ------------------------------------------------------------- |
| 14 | 14/06/1931 | Gimnasia y Esgrima | 1-1    | Estudiantes        | Morgada (G) / Guaita (E)                                      |
| 15 | 18/10/1931 | Estudiantes        | 2-3    | Gimnasia y Esgrima | Ferreira e Guaita (E) / Morgada[2] e Farías (G)               |
| 16 | 13/03/1932 | Estudiantes        | 6-1    | Gimnasia y Esgrima | Ferreira, Guaita[2], Castro e Zozaya[2] (E) / Giúdice (G)     |
| 17 | 24/07/1932 | Gimnasia y Esgrima | 2-3    | Estudiantes        | Farías e Zoroza (G) / Guaita[2] e Zozaya (E)                  |
| 18 | 08/12/1932 | Gimnasia y Esgrima | 2-1    | Estudiantes        | Naón e Palomino (G) / Lauri (E)                               |
| 19 | 12/03/1933 | Estudiantes        | 0-2    | Gimnasia y Esgrima | Naón e González (G)                                           |
| 20 | 16/07/1933 | Gimnasia y Esgrima | 1-0    | Estudiantes        | Del Prete (G)                                                 |
| 21 | 10/06/1934 | Gimnasia y Esgrima | 0-1    | Estudiantes        | Sande (E)                                                     |
| 22 | 09/09/1934 | Estudiantes        | 2-3    | Gimnasia y Esgrima | Sabio[2] (E) / Echevarrieta[2] e Fidel (G)                    |
| 23 | 04/11/1934 | Estudiantes        | 1-1    | Gimnasia y Esgrima | Sande (E) / Arregui (G)                                       |
| 24 | 21/07/1935 | Estudiantes        | 2-1    | Gimnasia y Esgrima | Blotto e Tellechea (E) / Echevarrieta (G)                     |
| 25 | 29/12/1935 | Gimnasia y Esgrima | 2-1    | Estudiantes        | Orleans[2] (G) / Ferreira (E)                                 |
| 26 | 19/07/1936 | Estudiantes        | 3-2    | Gimnasia y Esgrima | Casajús, Sabio e Zozaya (E) / Orleans e Pérez (G)             |
| 27 | 06/12/1936 | Gimnasia y Esgrima | 3-2    | Estudiantes        | Orleans, Fidel e Lofeudo (G) / Casajús e Sabio (E)            |
| 28 | 30/05/1937 | Estudiantes        | 0-2    | Gimnasia y Esgrima | Orleans e Arregui (G)                                         |
| 29 | 17/10/1937 | Gimnasia y Esgrima | 1-0    | Estudiantes        | Orleans (G)                                                   |
| 30 | 05/05/1938 | Gimnasia y Esgrima | 2-2    | Estudiantes        | Fidel e Pérez (G) / Pellegrina[2] (E)                         |
| 31 | 25/09/1938 | Estudiantes        | 1-2    | Gimnasia y Esgrima | Sande (E) / Fidel e Naón (G)                                  |
| 32 | 02/07/1939 | Estudiantes        | 0-2    | Gimnasia y Esgrima | Rocha e Pérez (G)                                             |
| 33 | 26/11/1939 | Gimnasia y Esgrima | 1-3    | Estudiantes        | Fidel (G) / Cirico e Laferrara[2] (E)                         |
| 34 | 30/06/1940 | Estudiantes        | 2-1    | Gimnasia y Esgrima | Laferrara e Negri (E) / Orleans (G)                           |
| 35 | 17/11/1940 | Gimnasia y Esgrima | 1-4    | Estudiantes        | Fidel (G) / Pellegrina[3] e Laferrara (E)                     |
| 36 | 24/05/1941 | Gimnasia y Esgrima | 1-2    | Estudiantes        | Fidel (G) / Negri e Pellegrina[3] (E)                         |
| 37 | 14/09/1941 | Estudiantes        | 3-1    | Gimnasia y Esgrima | Pellegrina, Gómez e Laferrara (E) / Cerioni (G)               |
| 38 | 19/07/1942 | Gimnasia y Esgrima | 1-1    | Estudiantes        | Scarone (G) / Negri (E)                                       |
| 39 | 08/11/1942 | Estudiantes        | 1-0    | Gimnasia y Esgrima | Ongaro {pênalti} (E)                                          |
| 40 | 13/06/1943 | Estudiantes        | 2-1    | Gimnasia y Esgrima | Cirico e Negri (E) / Cerioni (E)                              |
| 41 | 24/10/1943 | Gimnasia y Esgrima | 2-0    | Estudiantes        | Larretchart[2] (G)                                            |
| 42 | 12/08/1945 | Gimnasia y Esgrima | 2-4    | Estudiantes        | Rodríguez e Quevedo (G) / Oroz[2] e Pellegrina[2] (E)         |
| 43 | 02/12/1945 | Estudiantes        | 3-1    | Gimnasia y Esgrima | Gagliardo, Negri e Arbios (E) / Rodríguez (G)                 |
| 44 | 09/05/1948 | Gimnasia y Esgrima | 2-2    | Estudiantes        | Walter e Marracino (G) / Barreiro e Guzmán {pênalti} (E)      |
| 45 | 05/09/1948 | Estudiantes        | 6-1    | Gimnasia y Esgrima | Infante[3], Pellegrina, Barreiro e Gagliardo (E) / Walter (G) |
| 46 | 15/05/1949 | Estudiantes        | 1-1    | Gimnasia y Esgrima | Infante (E) / Martínez (G)                                    |
| 47 | 04/09/1949 | Gimnasia y Esgrima | 1-0    | Estudiantes        | Mourín (G)                                                    |
| 48 | 16/07/1950 | Estudiantes        | 1-1    | Gimnasia y Esgrima | Burgos (E) / Camacho (G)                                      |
| 49 | 05/11/1950 | Gimnasia y Esgrima | 2-2    | Estudiantes        | Corcuera e Martínez (G) / Lorenzo {pênalti} e Giosa (E)       |
| 50 | 15/07/1951 | Estudiantes        | 2-2    | Gimnasia y Esgrima | Infante e Giosa (E) / Camacho e Corcuera (G)                  |
| 51 | 01/11/1951 | Gimnasia y Esgrima | 1-2    | Estudiantes        | De la Vega (G) / Infante e Pellegrina (E)                     |
| 52 | 12/04/1953 | Estudiantes        | 1-2    | Gimnasia y Esgrima | Ruggeri (E) / Barci e Rosales (G)                             |
| 53 | 23/08/1953 | Gimnasia y Esgrima | 2-0    | Estudiantes        | Maravilla e Smargiassi (G)                                    |
| 54 | 31/07/1955 | Estudiantes        | 2-1    | Gimnasia y Esgrima | Scialino e Molina (E) / Casanueva {contra} (G)                |
| 55 | 20/11/1955 | Gimnasia y Esgrima | 1-1    | Estudiantes        | Loiácono (G) / Molina {pênalti} (E)                           |
| 56 | 22/04/1956 | Gimnasia y Esgrima | 2-2    | Estudiantes        | Martínez e Domínguez (G) / Arizaga e Monteserín (E)           |
| 57 | 09/09/1956 | Estudiantes        | 2-3    | Gimnasia y Esgrima | Molina e Lanciotti (E) / Pentrelli e Loiácono[2] (G)          |
| 58 | 18/08/1957 | Gimnasia y Esgrima | 0-1    | Estudiantes        | Antonio (E)                                                   |
| 59 | 14/12/1957 | Estudiantes        | 2-2    | Gimnasia y Esgrima | Magri e Rodríguez (E) / Bayo e Villegas (G)                   |
| 60 | 13/07/1958 | Estudiantes        | 1-2    | Gimnasia y Esgrima | Infante (E) / Cabrera e Delgado {contra} (G)                  |
| 61 | 01/11/1958 | Gimnasia y Esgrima | 1-2    | Estudiantes        | Domínguez (G) / Infante e Koroch (E)                          |
| 62 | 28/05/1959 | Gimnasia y Esgrima | 1-2    | Estudiantes        | Cabrera (G) / Antonio e Ruggeri (E)                           |
| 63 | 20/09/1959 | Estudiantes        | 3-2    | Gimnasia y Esgrima | Rulli, Gambardella e Alarcón (E) / Domínguez e Novarini (G)   |
| 64 | 14/08/1960 | Estudiantes        | 0-2    | Gimnasia y Esgrima | Domínguez e Reynoso (G)                                       |
| 65 | 20/11/1960 | Gimnasia y Esgrima | 2-0    | Estudiantes        | Reynoso[2] (G)                                                |
| 66 | 14/05/1961 | Gimnasia y Esgrima | 1-1    | Estudiantes        | Ciaccia (G) / Antonio (E)                                     |
| 67 | 01/10/1961 | Estudiantes        | 2-1    | Gimnasia y Esgrima | Pereyra[2] (E) / Bayo (G)                                     |
| 68 | 01/07/1962 | Gimnasia y Esgrima | 0-1    | Estudiantes        | Ruiz (E)                                                      |
| 69 | 28/10/1962 | Estudiantes        | 0-2    | Gimnasia y Esgrima | Rojas[2] (G)                                                  |
| 70 | 05/05/1963 | Estudiantes        | 2-1    | Gimnasia y Esgrima | Domínguez[2] (E) / Bayo (G)                                   |
| 71 | 25/08/1963 | Gimnasia y Esgrima | 5-2    | Estudiantes        | Rojas[2], G. Sánchez, Ciaccia e Bayo / Domínguez e Ruiz (E)   |

## Números
- Jogos: 187
- Vitórias do Estudiantes: 66
- Empates: 70
- Vitórias do Gimnasia y Esgrima: 51
- Gols do Estudiantes: 267
- Gols do Gimnasia y Esgrima: 221

## Último jogo
- Copa de la Liga Profesional

| 25 de fevereiro de 2024 | Gimnasia y Esgrima | 0 – 0 | Estudiantes | Estádio Juan Carmelo Zerillo, La Plata (Argentina) Público: Árbitro: Pablo Dóvalo ' |
|                         |                    |       |             |                                                                                     |